# Wodorotlenek cynku
Wodorotlenek cynku, Zn(OH)2 – nieorganiczny związek chemiczny z grupy wodorotlenków.
Wodorotlenek cynku jest białą substancją stałą nierozpuszczalną w wodzie. Uzyskiwany w reakcjach strąceniowych. Należy do grupy wodorotlenków amfoterycznych. Używany jest do otrzymywania soli cynkowych oraz jako adsorbent w opatrunkach medycznych.

## Reakcje chemiczne
Przykładowa reakcja strącania wodorotlenku cynku pod wpływem zasad:
Zn2+ + 2OH− → Zn(OH)2↓
W obecności nadmiaru zasady wodorotlenek cynku ulega roztworzeniu z wytworzeniem anionu cynkanowego według reakcji:
Zn(OH)2 + 2OH− → Zn(OH)2−4